# Can Cortès (Alella)
Can Cortès és una obra del municipi d'Alella protegida com a bé cultural d'interès local.

## Descripció
Edifici civil. Conjunt de construcció annexionades les unes a les altres al llarg dels anys. Presenta un cos principal, cobert amb una teulada de quatre vessants i amb tres plantes d'alçat; un cos lateral cobert per una teulada d'una sola vessant inclinada lateralment i que resulta interessant per la seva porta d'arc de mig punt adovellada i per les dues finestres gòtiques amb arcs conopials esculpits a la pedra, igual que les impostes i els llindars. En la façana es pot veure també un rellotge de sol situat a l'angle superior d'aquesta. Al centre del conjunt de construccions s'hi enlaira una torre mirador i campanar a l'hora. En l'actualitat es troba restaurada. [Veure la fitxa annexa de la Capella].

## Història
Hi ha notícies que la primera construcció d'aquest conjunt ja existia abans del segle xv. El 1470 era propietat de Vicenç Sagrera i el 1663 Madrona Mallol la vengué a Jacint Cortès, que dona nom a la casa. El 1777 la posseïa Josep Fàbregues i encara passà, posteriorment, a mans del senyor Estrada abans de ser comprada per Ricard Baciana